# Private Lives
Private Lives is een Amerikaanse film uit 1931 onder regie van Sidney Franklin. De film is gebaseerd op het gelijknamige toneelstuk uit 1930 van Noël Coward.

## Verhaal
Amanda Prynne en Elyot Chase waren ooit getrouwd, maar zijn uit elkaar gegaan en hebben nieuwe echtgenoten. Ze gaan toevallig op huwelijksreis naar hetzelfde Europese hotel in dezelfde periode. Elyot is zeer geïrriteerd door zijn nieuwe vrouw Sybils vragen naar zijn ex-vrouw en ook Amanda vindt het maar niets dat haar nieuwe man Victor haar constant herinnert aan Elyot. Als Elyot zijn ex-vrouw toevallig tegenkomt, is hij zo geschrokken, dat hij met Sybil een doorreis naar Parijs wil maken om van Amanda weg te zijn.
De verwarring die wordt veroorzaakt, zorgt ervoor dat Amanda en Elyot ruzie krijgen met hun nieuwe partners. Dit resulteert erin dat ze allebei in de steek gelaten worden. Ze zoeken hun heil bij elkaar en halen samen herinneringen op. Het duurt niet lang voordat ze elkaar beloven nooit meer ruzie te maken en zoenen. Ze gaan samen stiekem naar Zwitserland, waar ze samen gaan bergbeklimmen. Niet veel later maken ze weer ruzie en vernielen de kamer waar ze zich in bevinden.
Amanda stormt weg en loopt Victor en Sybil tegen het lijf. Ze raken betrokken bij het gevecht tussen Amanda en Elyot. Elyot en Sybil herenigen zich met elkaar, maar Victor kondigt aan een scheiding aan te willen vragen. Toch leggen ook zij het bij. De volgende ochtend krijgen ze echter alweer ruzie en sluipen Amanda en Elyot weg en vertrekken gezamenlijk met de trein.

## Rolbezetting
| Acteur            | Personage     |
| ----------------- | ------------- |
| Norma Shearer     | Amanda Prynne |
| Robert Montgomery | Elyot Chase   |
| Reginald Denny    | Victor Prynne |
| Una Merkel        | Sybil Chase   |
| Jean Hersholt     | Oscar         |

## Achtergrond
De film is gebaseerd op het gelijknamige toneelstuk, dat in 1931 256 keer werd opgevoerd op Broadway. Het toneelstuk had Noël Coward, Gertrude Lawrence, Jill Esmond en Laurence Olivier in de hoofdrollen. De verfilming van Metro-Goldwyn-Mayer werd in dezelfde periode gemaakt. Omdat de makers van het toneelstuk wilden dat het publiek eerst bekend werd met het toneelstuk voordat ze de film zagen, werd er een nationale tour georganiseerd. Producent Irving Thalberg kocht de rechten van het verhaal en gaf zijn vrouw Norma Shearer de hoofdrol in de filmversie.
Shearer wilde voor een scène een onthullende jurk dragen. Ze stond destijds namelijk bekend als een sekssymbool en dit imago wilde ze niet verliezen. Thalberg was van mening dat het geen goede onderneming zou zijn en verbood haar dit te doen. Tijdens de opnames waren er enkele problemen. Voor de scènes die zich afspelen in de Zwitserse Alpen, werd er opgenomen in Glacier National Park en Franklyn Canyon. De echo's zorgden echter voor enige conflicten bij de geluidsopnames. In de scène waarin Shearer en Montgomery's personages met elkaar vechten, sloeg Shearer haar tegenspeler per ongeluk bewusteloos.
Nog voordat de film in het hele land in première ging, was er een privévertoning waar ook Coward aanwezig was. Montgomery had een duur horloge voor hem gekocht om zijn kritische kijk op het project te beïnvloeden. Cowards secretaresse zei later dat dit onnodig was omdat hij dol was op de film. De film kreeg veel lof van de pers. De dialogen kregen veel waardering en Shearer werd ook wel een 'geweldige comédienne' genoemd. Het bracht een aardig bedrag op, maar werd niet het succes dat ervan werd gehoopt.